# 温家圳站
温家圳站是一个沪昆线上的铁路车站，位于江西省南昌市进贤县温圳镇，邮政编码为331721。车站目前为五等站，不办理客货运业务
车站建于1932年，位于泉岭乡和温圳镇交界。车站站房面积800平方米，候车室可容纳100名旅客。车站为办理客货运业务的三等站，1966年向乐铁路通车前，本站转运大量抚州地区经由水路进出的货物。1987年新温圳站作为浙赣铁路复线工程的一部分开工，位于温圳镇路边村公所何家村，1991年12月1日开站，12月7日与老站合并，站名依旧为温家圳站。新车站设有4条股道，一座基本站台和一座中间站台，候车室面积450平方米:78。